# Ridderorden in Cambodja
Cambodja heeft als Koninkrijk in 1864 zijn eerste Ridderorde, een Europese instelling en in Indo-China tot op dat ogenblik onbekend, ingesteld.
Frankrijk nam, zoals zo vaak het geval was, de orde van de Cambodjaanse heerser op in zijn lijst van Koloniale ridderorden. De Koningen bleven de onderscheiding desondanks zelf verlenen maar gebruikten een ander lint. Na de onafhankelijkheid van Frankrijk ontstonden meerdere ridderorden.

## Overzicht
- De Koninklijke Orde van Cambodja (Frans:”Ordre Royal de Cambodge”) De Orde was zowel een Cambodjaanse als een Franse Koloniale Ridderorde. 1864

- De Nationale Orde van Onafhankelijkheid 1963

- De Koninklijke Orde van Sahametrei 1948-1970

- De Orde van Sowartha

- De Orde van de Koningin, de "Koninklijke Orde van Hare Majesteit Preah Kossomak Nearireath"[1]

- De Orde van de Arbeid (Cambodja)

- De Orde van Trouw (Cambodja)

- De Orde van Verdienste voor Dienaren van de Staat

- De Orde van Preah Vesandar

- De Orde van Industriële Verdienste

Daarnaast zijn er bijzondere, op Ridderorden lijkende, onderscheidingen.
- De Satrei Vathana Decoratie, een Damesorde.

- De Sena Jayasedha Decoratie voor uitzonderlijke militaire verdiensten in de uitvoering van vóór 1994

- De Sena Jayasedha Decoratie in de huidige uitvoering met een ster op de baton

Tijdens de republiek bestond er een
- Orde van de Republiek

Na de val van de Rode Khmer in 1994 en het herstel van de Cambodjaanse monarchie werd het systeem van Ridderorden aangepast en uitgebreid.
- De Koninklijke Orde van Cambodja 1864

- De Nationale Orde van Onafhankelijkheid 1963
- De Medaille van Nationale Orde van Verdienste aan de Keten

- De Koninklijke Orde van Sahametrei

- De Koninklijke Orde van Sowartha

- De Koninklijke Orde van Moniseraphon

- De Koninklijke Orde van de Koningin